# 人類世紀

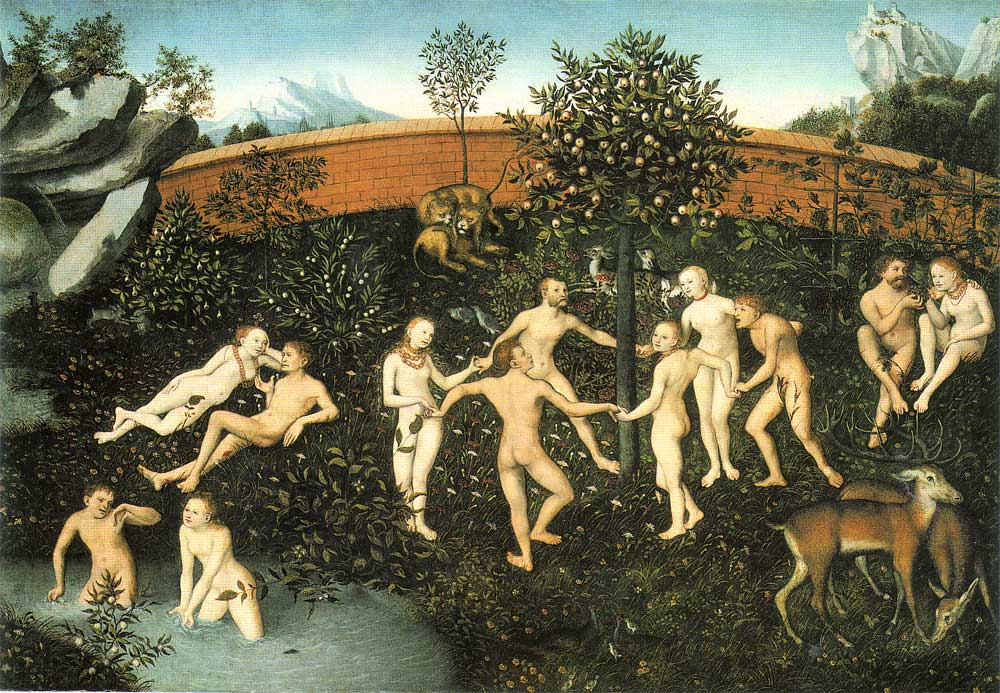
老盧卡斯·克拉納赫《黃金時代》

人類世紀是根據希臘神話劃分的人類生活在地球上的不同時代。兩位古典著者分別對其進行了劃分，其開始於人類起源時期到著者生活的時期。

## 赫西俄德的五個時代

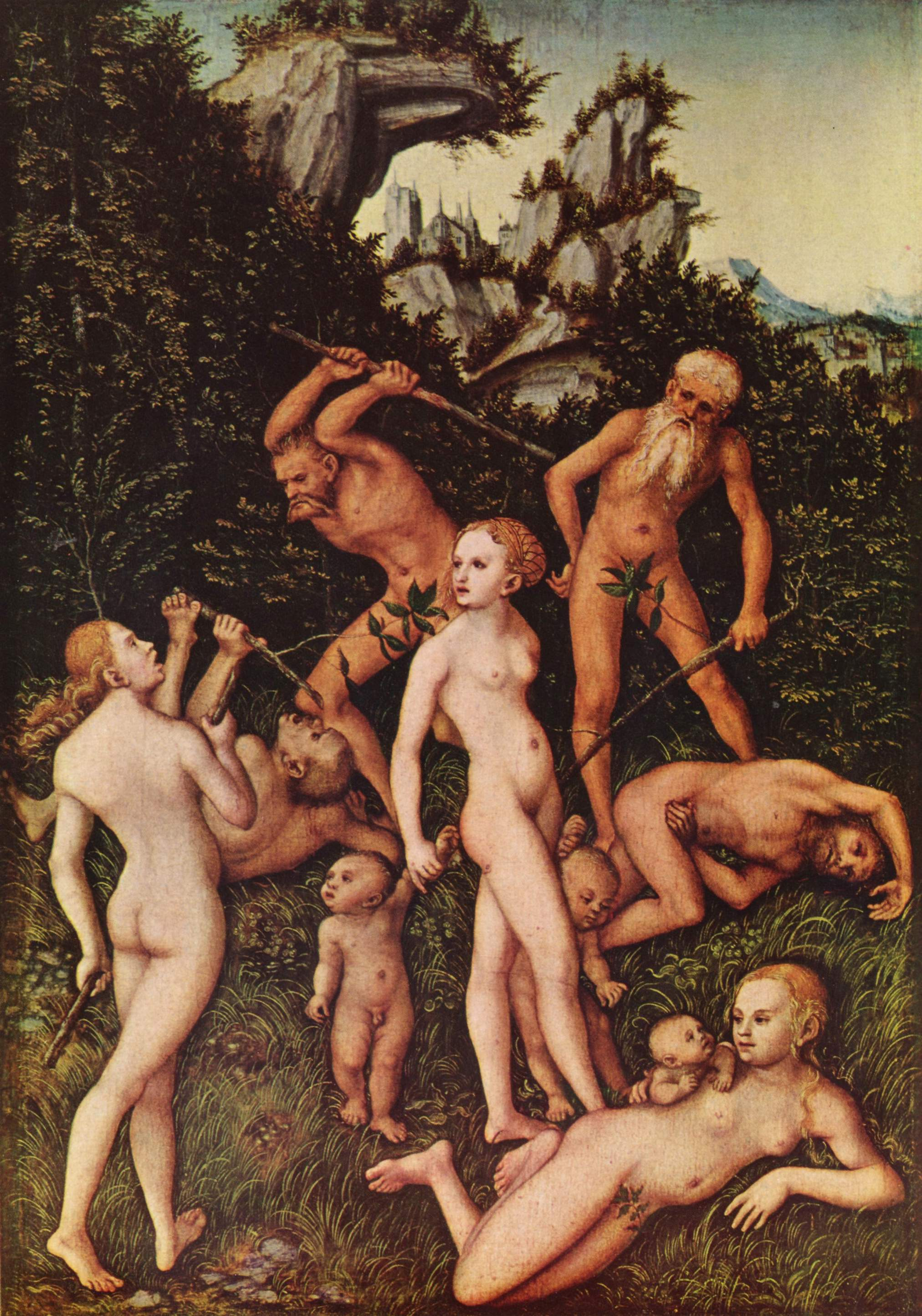
老盧卡斯·克拉納赫， 白銀時代

第一種劃分的方式來自古希臘的詩人赫西俄德的著作《工作與時日》（第109到201行）：
- 黃金時代 - 黃金時代是唯一在克洛諾斯統治下的時代。其被描寫為人類生活在神之間，並和神祇們任意來往。 整個時代充滿了和平與和諧。人類並不需要為了養活自己而辛勤勞動，因為大地會自己長出食物；人類能以年輕的外貌度過漫長的歲月，直到時間到了，他們會和平虔誠地接受死亡，他們的靈魂會變成精靈，環繞著大地。 柏拉圖在《克拉底魯篇》中再次闡述了人類的黃金時代。他闡明赫西俄德使用黃金這一詞，並不是指人類是用黃金製作的，而是指當時人類的美好和高貴。他將這些人類描述為地球的精靈（Daemons），因為希臘語中δαίμονες (daimones，精靈)是從δαήμονες (daēmones，智慧或知識)中派生出來的。神對這些人類是仁慈的，讓他們遠離疾病，並守護着他們。

- 白銀時代 - 白銀時代開始於宙斯的統治。人類在這個時代會度過長達百年的幼兒期，而他們的成人期卻顯得相對短暫；當他們成年後，卻將時間花費在相互衝突。在這個時代中，人類拒絕聽從神的旨意，宙斯因此而被激怒，決定懲罰人類。因此這一代人類死後會成為冥界的"受祝福的靈魂"。

- 青銅時代 - 青銅時代的人類開始過上艱苦的生活。他們酷愛戰爭，他們不僅用青銅製造盔甲和武器，也用青銅武裝他們的房子。宙斯賜予他們強壯高大的肉體，但是也給了他們殘忍的心靈。這代人類死後，其靈魂將失去一切，墜入"哈得斯的黑暗地府"。

- 英雄時代 - 英雄時代是一個過渡的時代，也是唯一的比其上一個時代好的時代。在這個時代人們和高貴的半神以及英雄共同生活。這些英雄最終被捲入殘酷的戰爭之中（包括底比斯的戰爭和特洛伊戰爭）。他們死後會前往“極樂世界”，得以享受幸福而安定的生活，沒有煩惱，衣食無憂。

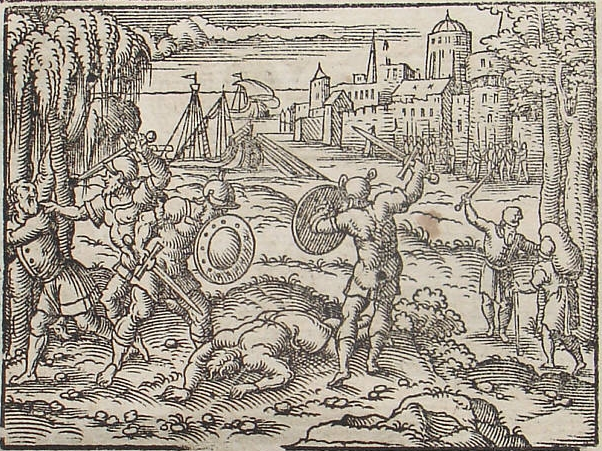
維爾吉爾·索利斯，黑鐵時代

- 黑鐵時代 - 赫西俄德生活的時代被他命名為黑鐵時代。在這個時代裡，人類生活得痛苦而悲慘。人類妄圖統治一切，兒童不再信任父母，朋友不再相互信任，主人對待客人不再熱情，婚姻中的人們不再相愛，誓言也被他們視為塵埃。善良與公正已經不再被他們當作行為的準則，權力代表了正確，謊言代替了真誠。人類再也沒有了羞恥之心，最終神對人類失去了希望，眾神永遠地拋棄了人類："人類將再也得不到戰勝邪惡的幫助和庇護"。

## 奧維德的四個時代
古羅馬的詩人奧維德在他的著作《變形記》中也將人類世紀劃分為相似的四個時代，只是將英雄時代除去。
奧維德用強調公正與和平定義了黃金時代，他還補充到，在這個時代，人類還不懂得航海技術，也沒有對世界進行探索。
在白銀時代， 朱庇特為人類帶來了四季，人類開始學習農業和建築。
對青銅時代，奧維德描寫到，人類陷入戰爭，但仍然保持著對眾神的信仰。
最後的黑鐵時代，人類將土地劃分為國家，他們學會了航海和挖礦的技術，他們狂熱於戰爭，失去了信仰，變得無比的貪婪。真理、謙遜和忠誠再也無處可尋。